# Sint-Martinuskerk (Tzummarum)
De Sint-Martinuskerk is een kerkgebouw in Tzummarum in de Nederlandse provincie Friesland. De kerk is een rijksmonument.

## Beschrijving
De middeleeuwse kerk was oorspronkelijk gewijd aan de heilige Martinus. In 1876 werd het schip gebouwd en het zadeldak van de middeleeuwse toren vervangen door een spits. Hierin hangt een klok van Geert van Wou II. De kruiskerk is gebouwd naar ontwerp van Herman Rudolf Stoett. In 1951 werden de grote vensters in het transept grotendeels dichtgemaakt en vervangen door kleinere. Het orgel uit 1877 is gemaakt door L. van Dam en Zonen.

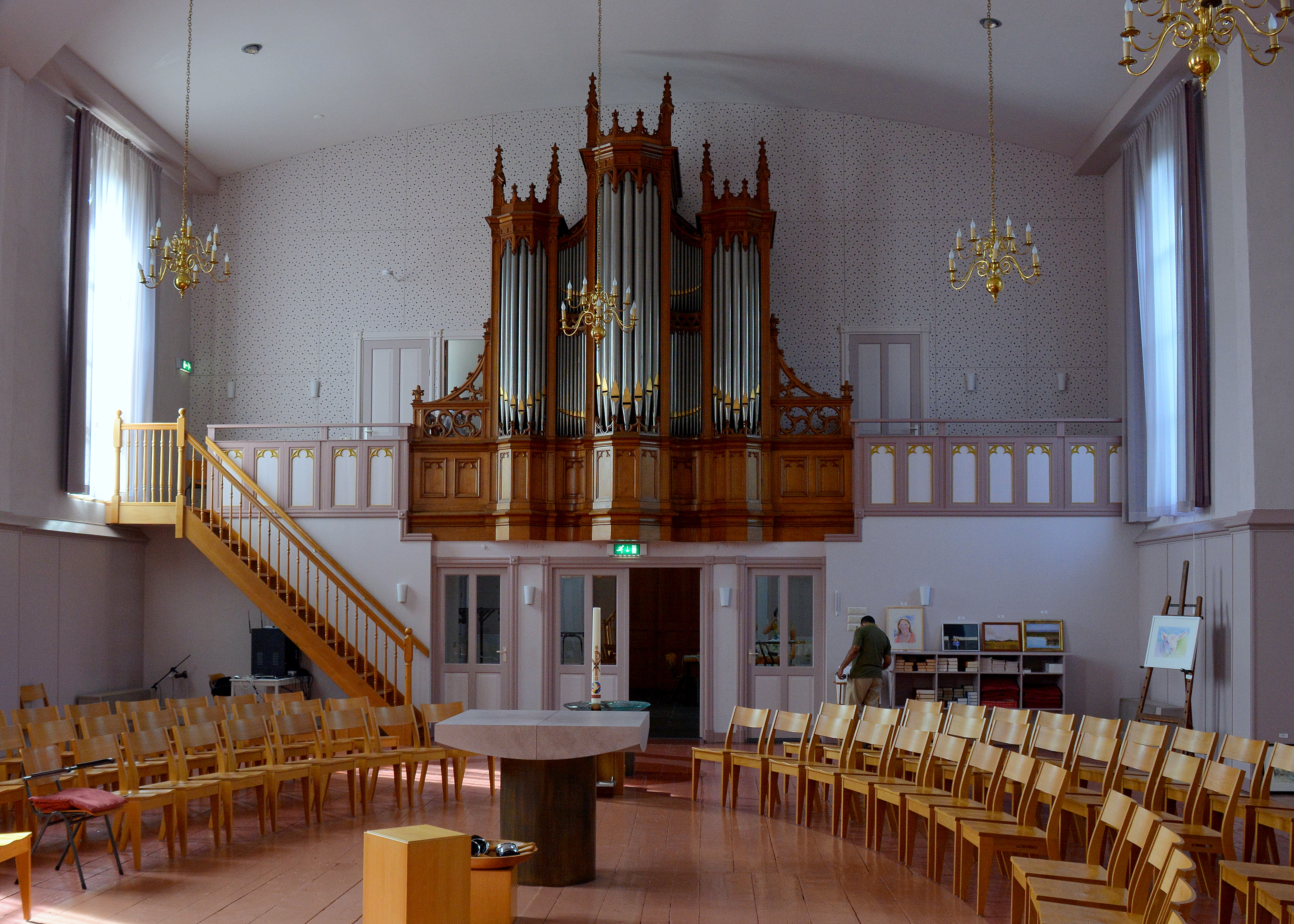
Interieur met orgel (2016)
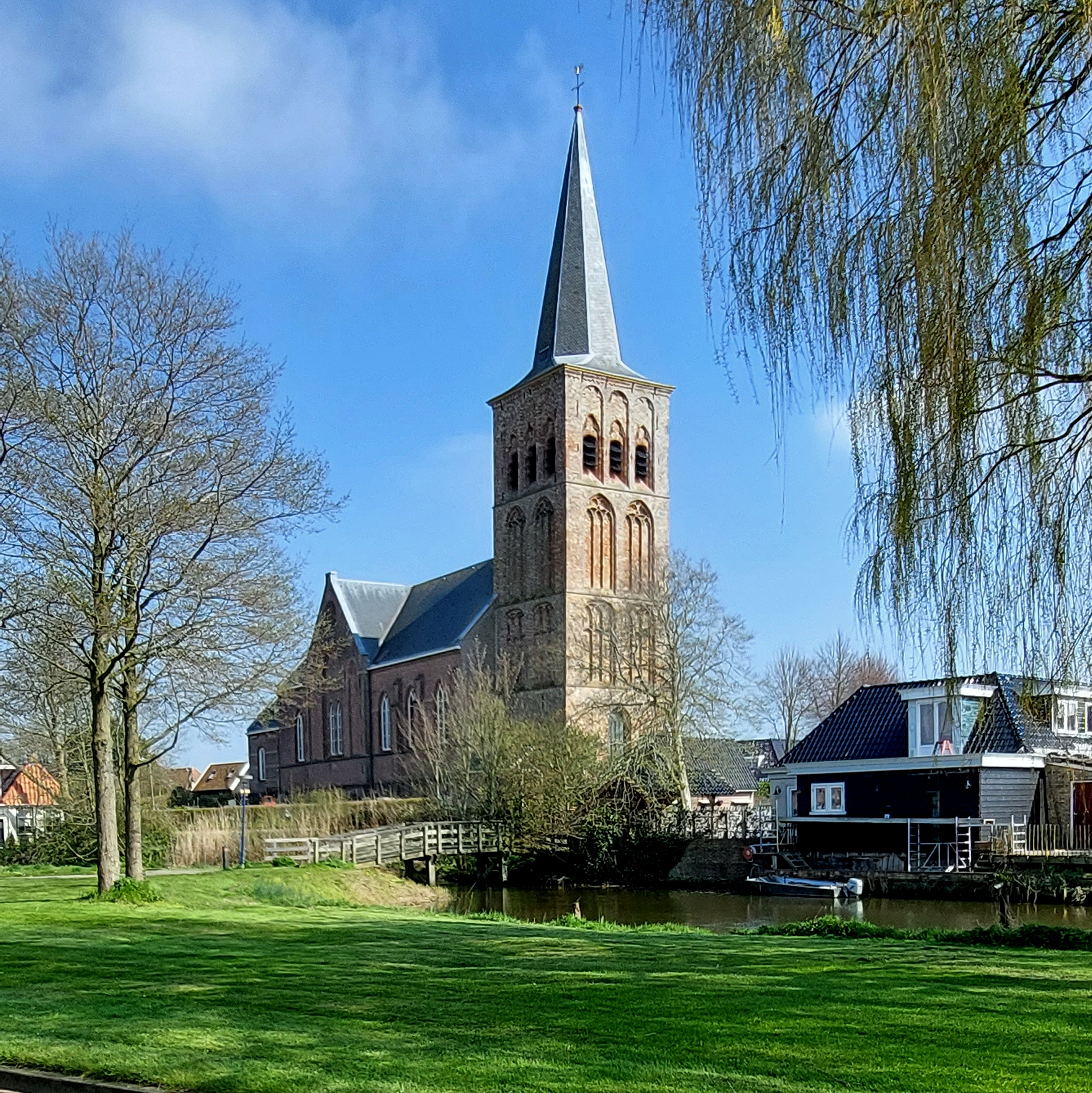
kerk in 2023